# Sociedad Deportiva Deusto
La Sociedad Deportiva Deusto es un club español de fútbol regional de la ciudad de Bilbao, en la provincia de Vizcaya (País Vasco). Se trata del club representativo y referente del barrio bilbaíno de Deusto, que en la actualidad compite en Tercera División RFEF, siendo después del Athletic Club, el club bilbaíno que compite en categoría más alta (Tercera División RFEF - Grupo 4).

## Historia
La Sociedad Deportiva Deusto fue fundada en 1913, cuando Deusto todavía era un municipio independiente y 12 años antes de ser anexionado por Bilbao. Con el tiempo, Deusto se convertiría en uno de los barrios de más solera de Bilbao y nunca perdería ese orgullo de pertenencia que otorga la identidad propia. Su origen se remonta a un club anterior, el Club Union Fortuna-Deusto F.B.C., que había desaparecido ese mismo año.
La primera edad de oro de la sociedad se dio a principios de los años 20, cuando llegó a competir en la Serie A del Campeonato Regional del Norte, que era clasificatorio para el Campeonato de España. En la temporada 1920-21 quedó tercera del Norte, por detrás de los potentes Athletic Club y Arenas Club y por delante de equipos históricos como el Real Racing Club de Santander. Sin duda, en ese periodo dorado que vivió el Deusto en la década de los años veinte fortaleció el orgullo de pertenencia. Un periodo. En ese periodo, entre 1917 y 1927, el Deusto se enfrentó al Athletic hasta en 20 ocasiones, 13 de ellas correspondientes al Campeonato Regional, donde competía en la máxima categoría contra rivales tan potentes de aquella época como el Arenas Club o el Racing Club de Santander (ambos fundadores de LaLiga en 1928). A lo largo de esa década la entidad fue perdiendo fuelle ante el empuje de otros equipos vizcaínos, y tras perder la categoría A, un nuevo descenso llevó a la disolución temporal de la misma en 1932.
Tras la guerra civil española, en 1939, la sociedad volvió a la actividad, proclamándose Campeón de Vizcaya de Aficionados venciendo en la final al Arenas Club, y en la década de 1940, se convirtió en uno de los equipos más potentes del fútbol regional vizcaíno. A pesar de ello, a partir de 1948 la entidad entró en crisis y cayó hasta las categorías más bajas del fútbol regional vizcaíno.

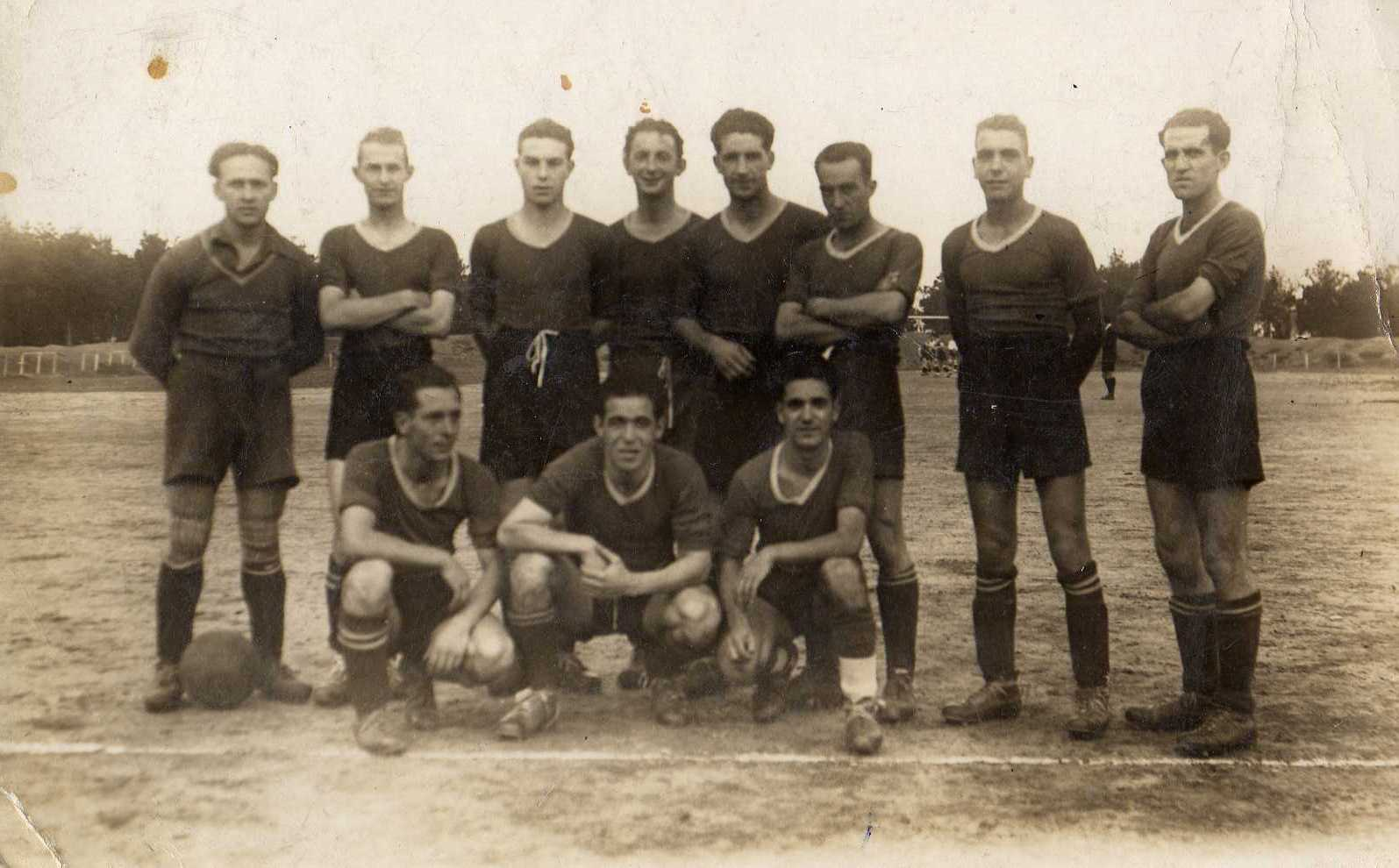
Fotografía de la plantilla de la S.D. Deusto de 1947.

En 1950 la dirección de la sociedad llegó a un acuerdo con la Universidad de Deusto, prestigiosa universidad de los jesuitas, por el que pasó a ser conocida como Deusto-Universidad, nutriéndose de jugadores del barrio y universitarios, y jugando en el campo de fútbol del campus de la Universidad. Con la estabilidad institucional que supuso dicha unión, el club creció y en 1956, tras una reestructuración de la Tercera División, la sociedad logró entrar en la categoría y debutar en la categoría.
En el periodo comprendido entre 1956 y 1968, la sociedad participó 10 temporadas en Tercera División (1956-63, 1964-65, 1966-68), pero las relaciones con la universidad se enfriaron al final de la década, sin llegar a haber una ruptura entre ambas entidades, pero desvinculando el nombre de la universidad del de la sociedad. Esta se resintió de la falta de apoyo de la institución educativa, y se mantendría una década compitiendo en la categoría regional.
En 1979 la sociedad retornó a la Tercera División y se mantuvo en la misma durante 6 temporadas, hasta 1985. Además, en los años 1979 y 1982, participó en la competición de la Copa del Rey.
Desde el último descenso en 1985, la sociedad ha estado alternando entre las diferentes categorías regionales del fútbol vizcaíno y actualmente, tras el último ascenso, está en Tercera División (3°RFEF) desde 2016.
Entre los jugadores históricos que han militado o se han formado en el club destacan: de la época dorada de los años 20, Juanín Bilbao (Defensa, jugó en primera división 7 temporadas en el Athletic y también jugó en el Osasuna), Juanjo Urkizu (Defensa, jugó en primera división 6 temporadas en el Athletic - 137 partidos - y también jugó en el Real Madrid, Español y Osasuna), Marcelino Galatas (Centrocampista, jugó en primera división en el Athletic, Real Sociedad y Atlético de Madrid), Luis Cortadi (Centrocampista, jugó en primera división 8 temporadas en el Athletic), Jesús María Erice (Centrocampista, jugó en primera división 4 temporadas en el Athletic) y el extraordinario delantero Carmelo Goienetxea, que en 10 temporadas con el Athletic acabaría jugando 109 partidos y marcando 50 goles. De los tiempos posteriores a la guerra hay que destacar al legendario Roberto Bertol, que en 13 temporadas con el Athletic acabaría jugando 247 partidos, y conquistó para las vitrinas del Athletic una Liga (1942-43), tres Copas consecutivas (43,44 y 45) y dos Campeonatos Regionales (1938-39, 1939-40).
Otros futbolistas posteriores son Nicolás Mentxaka (Delantero, jugó en primera división 5 temporadas en el Athletic), Ignacio Izaola (Centrocampista, jugó en primera división 2 temporadas en el Athletic), Javi Esturo (Defensa, jugó en primera división en el Athletic y en el Valladolid), Juan Antonio Deusto (Portero, jugó en primera división 5 temporadas en el Athletic y también jugó en el Málaga y Hércules de Alicante), Leandro Iraragorri (Portero, jugó en primera división 3 temporadas en el Athletic), Xabier Eskurza (Centrocampista, jugó en primera división 5 temporadas en el Athletic - 130 partidos - y también jugó en el Barcelona, Valencia, Mallorca y Oviedo), Aitor Larrazabal (Defensa, jugó en primera división 14 temporadas en el Athletic - 445 partidos y 43 goles - siendo nombrado One Club Man del Athletic), Jon Ander Serantes (Portero, jugó en primera división en el Leganés) o Malcon Adu  Ares (Delantero) actual jugador del Athletic.
Como curiosidad, el actual presidente del Athletic Club, Jon Uriarte, también jugó en el Deusto.

## Categorías inferiores
Actualmente el Deusto tiene categorías desde prebenjamín hasta juvenil (la temporada 2010-11 fue la primera en categoría prebenjamín). Es el único club con el compromiso de permanencia hasta alevín de 2° año, momento en que por falta de instalaciones tiene que reducir a un equipo por año. 
En la temporada 2023 - 2024 cuenta con los siguientes equipos por categoría: En Fútbol 11 federado tiene en categoría juvenil, el "A" que se encuentra en Liga Vasca, el "B" que se encuentra en División de Honor y el "C" en 1.ª División. En categoría cadete el "A" que se encuentra en División de Honor y el "B" que se encuentra en Preferente. Y en categoría infantil, el "A", juega en Infantil Honor Grupo 1, y el "B" juega en Infantil Txiki Grupo 1. En Deporte escolar Fútbol 7, en categoría alevín tiene 4 equipos (2 de 2012 y 2 de 2013) y en categoría benjamín tiene 4 equipos (2 de 2014 y 2 de 2015). Asimismo cuenta dentro de la Escuela de Fútbol con 2 prebenjamines de 2016, otros 2 equipos de prebenjamines de 2017 y 1 equipo de prebenjamin de 2018.
Cuenta actualmente con un libro de estilo, que abarca a todos y cada uno de los actores que conforman su estructura, jugadores, entrenadores, delegados y padres, dando prioridad al respeto y a la formación, como elementos diferenciadores, lo que le configura como uno de los clubes imagen de la cantera vizcaína.
Desde la formación integral en el jugador, priorizando la formación en valores, se nutre básicamente de jugadores del barrio de Bilbao del que toma el nombre, siendo este uno de sus objetivos esenciales, enarbolar el estandarte del fútbol en el distrito 1 bilbaíno. haciendo gala del lema "Herriko futbola", por la cercanía de la composición de sus equipos con el barrio de Deusto, lo cual destaca como elemento diferencial con respecto a otros clubes de cantera bilbaínos.
Otro de sus objetivos, de claro matiz social, sería convertirse en el embrión de un gran club representativo de Bilbao, y que podría pasar por su unión con el Club Deportivo La Salle, club de marcado cariz social, al igual que en su día sucedió con la ikastola de Deusto. O en su defecto con algún otro del mismo distrito, 
Esto, además de facilitar una gran estructura deportiva, para todos los ámbitos de desarrollo, desde fútbol social a futbol competitivo, permitiría que los niños podrían desarrollarse en el fútbol a todos los niveles, sin salir de su entorno natural, lo que facilitaría su entronque con el resto de actividades que desarrollan (académicas....etc.).

## Uniforme
- Uniforme titular: camiseta roja, pantalón blanco y medias rojas.
- Uniforme alternativo: camiseta azul, pantalón azul y medias azules.

## Estadio
Campo de fútbol de Etxezuri, con capacidad para 1000 espectadores (todos sentados), propiedad del Ayuntamiento de Bilbao e inaugurado el 29 de agosto de 2005.
- Dimensiones: 99 x 61 m.
- Superficie: hierba artificial.

## Datos del club
- Temporadas en 1.ª: 0
- Temporadas en 2.ª: 0
- Temporadas en 2.ªB: 0
- Temporadas en 3.ª / 3° RFEF: 24
- Mejor puesto en la liga: 4.º (Tercera división, temporadas 1958-59 y 1981-82 y 2020-21)